# Kommunikationsteknik
Kommunikationsteknik är ett tidigare läroämne inom väg- och vattenbyggnadsteknik som studerade kommunikationerna ur teknisk-ekonomiska synpunkter samt deras betydelse och möjligheter i de samhälleliga sammanhangen. Ämnet hade därigenom till stor del historisk-geografisk-ekonomisk karaktär, som skilde sig avsevärt från de teknisk-konstruktivt utformade tillämpningsämnena. 
Vid Kungliga Tekniska högskolan i Stockholm inrättades 1923 en professur i vägbyggnad och kommunikationsteknik, vilken även innefattade järnvägsbyggnad, en ämnessammansättning som kom att bli hårt kritiserad, och 1946 inrättades vid nämnda lärosäte en professur i uteslutande kommunikationsteknik. År 1976 ändrades denna professur, som då innehades av Bo Björkman, till trafikplanering. Vid Lunds tekniska högskola tillkom 1966 en professur i trafikteknik (Stig Nordqvist).